# Samvirkelaget
Samvirkelaget är en norsk musikgrupp bestående av skabandet Hopalong Knut och hiphopgruppen Gatas Parlament.
Bandet säger själv i intervjuer att historien om Samvirkelaget startade på Storåsfestivalen. Hopalong Knut skulle avsluta festivalen och ville ha något extra med på sin konsert, varpå de bjöd upp Gatas Parlament på scenen.

## Diskografi
Album
- 2007: Musikk

Singlar
- 2007: "Itjnå som kjæm tå sæ sjøl"
- 2007: "Ikke snakk til meg om interiør (Edit)"

### Översättning
- Denna artikel är, helt eller delvis, översatt från norskspråkiga Wikipedia